# Pine Knot
Pine Knot és una concentració de població designada pel cens dels Estats Units a l'estat de Kentucky. Segons el cens del 2000 tenia 1.680 habitants.

## Demografia
Segons el cens del 2000, Pine Knot tenia 1.680 habitants, 584 habitatges, i 390 famílies. La densitat de població era de 101,7 habitants/km².
Dels 584 habitatges en un 32,2% hi vivien nens de menys de 18 anys, en un 50,7% hi vivien parelles casades, en un 12,8% dones solteres, i en un 33,2% no eren unitats familiars. En el 30,5% dels habitatges hi vivien persones soles el 8,9% de les quals corresponia a persones de 65 anys o més que vivien soles. El nombre mitjà de persones vivint en cada habitatge era de 2,39 i el nombre mitjà de persones que vivien en cada família era de 2,97.
Per edats la població es repartia de la següent manera: un 27,4% tenia menys de 18 anys, un 14,8% entre 18 i 24, un 22,4% entre 25 i 44, un 22,4% de 45 a 60 i un 12,9% 65 anys o més.
L'edat mediana era de 32 anys. Per cada 100 dones de 18 o més anys hi havia 108,5 homes.
La renda mediana per habitatge era de 13.777 $ i la renda mediana per família de 20.313 $. Els homes tenien una renda mediana de 19.539 $ mentre que les dones 12.092 $. La renda per capita de la població era de 8.715 $. Entorn del 31,2% de les famílies i el 38,5% de la població estaven per davall del llindar de pobresa.

## Poblacions properes
El següent diagrama mostra les poblacions més properes.